# Zsesart
Zsesart (oroszul: Жешарт, komi nyelven Зöвсьöрт) városi jellegű település Oroszországban, Komiföldön, az Uszty-vimi járásban. Lakossága: 8561 fő (a 2010. évi népszámláláskor).
Komi nevének első része (зöв) a közeli Зöвшор patak nevéből származik, második részének (сьöрт) kb. jelentése: 'a folyó völgyének bokros, száraz területe'.

## Fekvése
Komiföld nyugati részén, Sziktivkartól kb. 100 km-re északnyugatra, a Vicsegda jobb partján fekszik. A településen vezet át a Sziktivkar–Jarenszk közút. A legközelebbi vasútállomás Mezsog, a Kotlasz–Vorkuta vasúti fővonalon. 
A települést három rész egyesítésével alapították 1961-ben, ezek jellegükben továbbra is különböznek egymástól. Az egyik a fafeldolgozó kombinát körül négyemeletes panelházakból kialakított, viszonylag jól ellátott lakótelep. Egy távolabbi rész az egykori faátrakodó állomás mellett épült ki, innen a lakótelephez autóbusz közlekedik. A kettő közötti rész a régi, földszintes faházakból álló falu. 

## Gazdasága
A 16. század végén Zsoserty, 1678-ban Zsesert néven említik. A szovjet időszakban a kitermelt fa nagy fogadó- és átrakodó helyévé, faipari központtá alakult. 
Meghatározó ipari létesítménye a rétegeltlemez kombinát (fanyernij kombinat). Komiföld fafeldolgozó iparának egyik legnagyobb gyára 1946-ban kezdte meg a termelést. 2013 őszén a vállalat ellen csődeljárás indult. Esetleges megszűnése a lakosságot legfontosabb kereseti lehetőségétől fosztotta volna meg.
2014 október elején a kombinát egyik műhelyében tűzvész pusztított.